# Campionat de clubs de la CCCF
El Campionat Centre-americà i del Carib de futbol fou una competició de futbol regional organitzada per la Confederación Centroamericana y del Caribe de Fútbol (CCCF). Fou la primera competició oficial de futbol per a clubs del subcontinent nord-americà. Es disputà entre 1959 i 1961 i fou una competició predecessora de la Copa de Campions de la CONCACAF.
La primera edició es disputà l'any 1959 amb el nom de Campionat de Centre-americà i Mèxic amb la participació de quatre equips, tres centre-americans i un mexicà:
- CD FAS
- Liga Deportiva Alajuelense
- [[Fitxer:|22x20px|border |alt=Hondures|link=Hondures]] CD Olimpia
- CD Guadalajara

La segona edició es disputà l'any 1961 i canvià de nom a Campionat de Centre-americà i del Carib. Hi participaren 5 equips, 4 centre-americans i un del Carib:
- CD Águila
- Liga Deportiva Alajuelense
- CSD Comunicaciones
- [[Fitxer:|22x20px|border |alt=Hondures|link=Hondures]] CD Olimpia
- CRKSV Jong Holland

Resum dels principals campionats de la CONCACAF de clubs:
| Continentals | Continentals                                                                                        | Continentals                                                                                    |
| --- | --------------------------------------------------------------------------------------------------- | ----------------------------------------------------------------------------------------------- |
| Campionat de la CCCF (1959-1961) Lliga/Copa de Campions (1962-avui) Recopa de la CONCACAF (1991-1998) Copa Gegants de la CONCACAF (2001) | |                                                                                                 |
| Amèrica del Nord | Amèrica Central                                                                                     | Carib                                                                                           |
| Superlliga Nord-americana (2007-2010) Campeones Cup (2018-avui) Leagues Cup (2019-avui)                                                  | Copa Interclubs UNCAF (1971-2007) Lliga de la CONCACAF (2017-2022) Copa Centreamericana (2023-avui) | Campionat de clubs CFU (1997-2022) Caribbean Club Shield (2018-avui) Copa del Carib (2023-avui) |

## Historial
Font:
| Temporada | Campió         | Resultat | Finalista      |
| --------- | -------------- | -------- | -------------- |
| 1959      | CD Olimpia     | lligueta | CD Guadalajara |
| 1961      | LD Alajuelense | 1-1, 2-1 | Jong Holland   |